# 宮崎漁港 (富山県)
宮崎漁港（みやざきぎょこう）は、富山県下新川郡朝日町宮崎にある第1種漁港である。

## 概要
かつての宮崎漁港付近は砂礫の海浜地であったが、1950年（昭和25年）2月、宮崎部落が漁港建設期成同盟会を結成。その後、村民大会を以て宮崎漁港建設を決議。さらに富山、新潟両県の付近沿岸町村の漁民に呼び掛けて賛同を得て、関係方面へ強力な陳情を展開した結果、富山県および農林省（現・農林水産省）より係員の視察が行われるに至った。
1951年7月28日に農林省告示第270号による漁港指定、続いて1953年（昭和28年）1月6日に農林省告示第1号による漁港管理者の指定を受けた。当初は砂浜に砂防突堤を設置・延長する方式であったが、漁船の大型化に伴って泊地が必要になり、東防波堤の延長と泊地の拡大がはかられ、東防波堤が1956年（昭和31年）11月17日に完成した。1966年（昭和41年）11月2日には第1期漁港整備工事が完成し、以降も外郭施設、水域施設、係留施設等の基本施設などが順次整備され、現在に至る。

## 港湾施設

### 宮の崎橋
宮崎漁港臨港道路（延長400m）の橋で、橋長は250m。テラス状に張り出した高架橋になっている全国的にも珍しい2階建て構造である。総事業費9億7,000万円かけて1988年（昭和63年）度に着工し、1994年（平成6年）5月14日に開通した。

## 周辺

### 地理
- 宮崎・境海岸
- 辺ノ島

### 交通
- あいの風とやま鉄道線越中宮崎駅
- ヒスイ海岸停留所（宮崎境線、市振線）